# Listă de folcloriști maramureșeni
- Mihai Pop (1907-2000) - Folclorist. Doctor în științe filologice al Universității din Bratislava; doctor docent în științe filologice al Universității din București; director al Institutului de Etnografie și Folclor; președinte al Societății Internaționale de Etnografie și Folclor; membru al Academiei Americane de Studii Sociologice; redactor-șef al Revistei de Folclor. Laureat al Premiului Internațional „Herder” (1967). Membru al Academiei Române. Volume: „Îndreptar pentru culegerea folclorului” (1967), „Obiceiuri tradiționale românești” (1976), „Folclor românesc” (1998), „Folclor literar românesc” (1976). Opera profesorului a contribuit la edificarea a ceea ce s-a numit „Școala Mihai Pop”.
- Ioan Chiș Șter (1937-2006) - Folclorist. Profesor universitar la Universitatea de Nord din Baia Mare. Doctor în filologie. Este coordonatorul colectivului de redacție ce alcătuiește prestigioasa lucrare: „Antologie de folclor din județul Maramureș” (1980). Coautor al monografiei „Graiul, etnografia și folclorul zonei Chioar” (1983) - premiul „Timotei Cipariu” al Academiei Române (1985).
- Mihai Dăncuș - Născut pe 10 februarie, Botiza; Etnograf, muzeograf. Doctor în etnografie și folclor. Director al Muzeului etnografic din Sighetu Marmației. Membru al Asociației Europene al Muzeelor în Aer Liber. Președinte al Asociațiunii pentru Cultura Poporului Român din Maramureș. Volume: „Zona etnografică Maramureș” (1986), „Maramureș-un muzeu viu în Centrul Europei” (2000), cu George Cristea. Inițiază și coordonează seria Acta Musei Maramoresiensis. Se numără printre inițiatorii și organizatorii Festivalului de Datini de la Sighet. Organizează (din 1970) o sesiune internațională pe teme de folclor etc.
- Pamfil Bilțiu - Născut pe 14 iulie 1939, Făurești; Folclorist. „Pamfil Bilțiu este poate ultimul culegător de folclor pur-sânge pe care l-a dat Maramureșul și e bine că a avut șansa să publice în volume succesive, pe parcursul unui deceniu și jumătate, întreaga sa arhivă” (vezi Dorin Ștef, Istoria folcloristicii maramureșene, Editura Ethnologica, Baia Mare, 2006, p. 125). Volume: „Poezii și povești populare din Țara Lăpușului” (în „Folclor din Transilvania”) - 1990, „Făt-frumos cel înțelept” (1994), „Sculați, sculați, boieri mari. Colinde din Maramureș” (1996), „Izvorul fermecat” (1999), „Basme... și poezii populare din zona Codrului” (2002), „Folclor din Țara Maramureșului” (2005) etc.
- Dumitru Pop - Născut pe 18 martie 1927, Băsești; Folclorist. Profesor la Facultatea de Filologie din Cluj. Membru al Comisiei de Folclor al Academiei Române. Conducător de doctoranzi în domeniul cercetării folclorului. Volume: „Folcloristica Maramureșului” (1970), „Folclor din zona Codrului” (1978), „Obiceiuri agrare în tradiția populară românească” (1989), „Studii de istoria folcloristicii românești” (1997).